# 卢鉴章
卢鉴章（1940年9月—2023年1月5日），男，四川成都人，中国煤矿安全专家，教授级高级工程师，博士生导师。曾任煤炭科学研究总院副院长、党委副书记。